# Териимаеваруа III
Териимаеваруа III (фр. Teriimaevarua III; 28 мая 1871, Раиатеа — 19 ноября 1932, Бора-Бора) — королева Бора-Бора из рода Помаре.

## Биография
Терьямаеваруа Помаре была дочерью короля Таити Таматуа II и Мо Маи. Она была признана наследницей престола в королевстве Бора-Бора, так как у её тетки королевы Бора-Бора Териимаеваруа II детей не было. После смерти, Терьямаеваруа Помаре стала королевой Бора-Бора под именем Териимаеваруа III. Так как новая королева была несовершеннолетней, регентом при ней был муж Териимаеваруа II Темаиарии Маи.
В марте 1888 года Франция объявила об аннексии Бора-Бора. Этот политический акт не имел никакого значения, поскольку королевские власти Бора-Бора никоим образом не подтвердили свое согласие на акт аннексии. Более того, королевская власть и правительство продолжало существовать вплоть до 1895 года. Лишь в 1895 году по требованию правительства Франции Териимаеваруа III отреклась от престола.